# Пријезда I Котроманић
Пријезда I Котроманић је био бан Босне и оснивач српске династије Котроманића, (око 1250–1287).
После смрти великог бана Нинослава бановску власт у Босни узео је његов рођак Пријезда. Пријезда је прешао на католичку веру без ичије сагласности, па се народ побунио против њега, збацио га са власти и поставио за бана његовог сина Стефана I. Угарски краљ Бела је узео ово као повод за нови крсташки поход на Босну 1254. године. Бела је хтео да искористи ту прилику пошто је нови бан био малолетан и неискусан. Приликом овога напада Бела је успео да запоседне „Доње Крајеве“, а то је предео између Врбаса, Уне, Саве и планине Грмеч.
Бан Пријезда I, са синовима Стефаном I, Пријездом II и Вуком, након што је прибавио сагласност великаша, 8. маја 1287. трајно дарује жупу Земуник својој ћерки и њеном супругу, сину славонског бана Стјепана III Бабонића, као и њиховим потомцима. Бан Пријезда наводи да Земуник поклања у оним границама у којима су га поседовали његови преци и он сам, са свим оним што тој жупи припада, укључујући и људе који је насељавају. Повељу којом је забележен тај правни чин издао је највероватније близу границе жупе Земуник и Глаж, дотадашње границе између поседа Котроманића и Бабонића, односно између Босанске и Славонске бановине.
Из Хума су одлазили гусари и харали по мору, па је Венеција напала на Омиш, главну гусарску луку, 1278. године, и свргла са власти месну властелу – Качиће.

## Породично стабло
| \| \| \| \| \| 2. \| \| \| \| \| \| \| \| \| \| \| \| \| \| \| \| \| \| \| \| \| \| \| \| \| \| \| \| \| \| \| \| \| 1. Пријезда I Котроманић \| \| \| \| \| \| \| \| \| \| \| \| \| \| \| \| \| \| \| \| \| \| \| \| \| \| \| \| \| \| \| \| \| \| \| \| 3. \| \| \| \| \| \| \| \| \| \| \| \| \| \| \| \| \| \| \| \| \| \| \| \| \| |                          |  |  |    |  |  |  |
| |                          |  |  | 2. |  |  |  |
| |                          |  |  |    |  |  |  |
| |                          |  |  |    |  |  |  |
| |                          |  |  |    |  |  |  |
| | 1. Пријезда I Котроманић |  |  |    |  |  |  |
| |                          |  |  |    |  |  |  |
| |                          |  |  |    |  |  |  |
| |                          |  |  |    |  |  |  |
| | 3.                       |  |  |    |  |  |  |
| |                          |  |  |    |  |  |  |
| |                          |  |  |    |  |  |  |